# Coturnicops noveboracensis
Il rallo giallo (Coturnicops noveboracensis J. F. Gmelin, 1789) è un uccello della famiglia dei Rallidi originario delle regioni orientali e centrali del Nordamerica.

## Tassonomia
Attualmente vengono riconosciute due sottospecie di rallo giallo:
- C. n. noveboracensis (J. F. Gmelin, 1789) (Canada e Stati Uniti settentrionali);
- C. n. goldmani (Nelson, 1904) (Messico centrale).

## Descrizione
Gli adulti presentano la regione superiore di colore marrone striato di nero, il petto bruno-giallastro, il ventre chiaro e i fianchi barrati. Durante la stagione degli amori, nei maschi, il becco corto e sottile, di colore scuro, diventa giallo. Le piume del dorso presentano margini bianchi. Sopra l'occhio è presente una banda bruno-gialla; le zampe sono giallo-verdastre.

## Distribuzione e habitat
Come è già stato detto, del rallo giallo esistono due sottospecie con areale disgiunto. Gli esemplari della sottospecie C. n. noveboracensis hanno abitudini migratorie: nidificano in Canada, a est delle Montagne Rocciose (Alberta, Territori del Nord-Ovest, Saskatchewan, Manitoba, Ontario, Québec e Nuovo Brunswick), e negli Stati Uniti nord-orientali, dalle Grandi Pianure ai Grandi Laghi (Dakota del Nord, Minnesota, Wisconsin, Michigan, Massachusetts e Connecticut), e svernano lungo la costa atlantica dalla Carolina del Nord alla Florida e, più a ovest, lungo la costa del Golfo, fino al Texas. La sottospecie C. n. goldmani è stanziata lungo il fiume Lerma, nel Messico centrale, ma ha perso gran parte del suo areale a causa degli interventi di bonifica e, non essendo più avvistata dal 1964, viene considerata estinta. Il rallo giallo predilige i prati umidi e le paludi poco profonde. In anni recenti, a causa della distruzione dell'habitat, il numero di questi ralli è molto diminuito, e attualmente la popolazione totale viene stimata sui 10.000-25.000 esemplari.

## Biologia
La dieta del rallo giallo comprende prevalentemente insetti, chiocciole e semi. Molto elusivo, viene avvistato raramente, e quando viene avvicinato tende quasi sempre a rimanere immobile, facendo affidamento sul suo piumaggio dai toni mimetici, piuttosto che a fuggire via in volo. Il richiamo, emesso solitamente di notte, ricorda il rumore di due pietre sbattute insieme. Il nido è costituito da una struttura a forma di coppa poco profonda, fatta di vegetazione palustre, posta sul terreno umido, quasi sempre al riparo dei rami di un albero secco.